# Kurumi Yoshida
Kurumi Yoshida (jap. 吉田 胡桃 Yoshida Kurumi; * 1. Dezember 1991 in der Präfektur Osaka) ist eine ehemalige japanische Synchronschwimmerin.

## Erfolge
Kurumi Yoshida sicherte sich ihre ersten internationalen Medaillen mit Silber in der Kombinations- und der Mannschaftskonkurrenz der Asienspiele 2010 in Guangzhou. 2012 gab sie in London ihr Debüt bei Olympischen Spielen. Sowohl im technischen als auch im freien Programm erzielten die Japanerinnen in der Mannschaftskonkurrenz das fünftbeste Resultat und kamen auf 189,630 Gesamtpunkte. Olympiasieger wurden die Russinnen vor China und Spanien. Neben Yoshida gehörten Yumi Adachi, Aika Hakoyama, Yukiko Inui, Mayo Itoyama, Chisa Kobayashi, Mariko Sakai, Mai Nakamura und Risako Mitsui zum japanischen Aufgebot. Nachdem Yoshida bei der Sommer-Universiade 2013 in Kasan in der Kombination die Silbermedaille gewonnen hatte, gelang ihr dieser Erfolg auch bei den Asienspielen 2014 in Incheon. Wie schon 2010 gewann Yoshida sowohl mit der Mannschaft als auch in der Kombination die Silbermedaille hinter der chinesischen Équipe.
Bei den Weltmeisterschaften 2015 in Kasan sicherte sich Yoshida gleich drei Medaillen. In den Mannschaftswettbewerben des freien und des technischen Programms kam es ebenso wie in der Kombination zur selben Podestzusammensetzung: die russische Mannschaft siegte vor China und den Japanerinnen um Kurumi Yoshida. Bei den Olympischen Spielen 2016 in Rio de Janeiro startete Yoshida erneut im Mannschaftswettbewerb. In diesem erzielten die Japanerinnen 189,2056 Punkte, womit sie hinter Russland mit 196,1439 Punkten und China mit 192,9841 Punkten Dritte wurden. Neben Yoshida erhielten Aika Hakoyama, Yukiko Inui, Kei Marumo, Kanami Nakamaki, Risako Mitsui, Kano Omata, Mai Nakamura und Aiko Hayashi Bronze. Die Spiele waren Yoshidas letzter internationaler Wettkampf.